# Harkskär och Utvalnäs
Utvalnäs och Harkskär är en av SCB definierad och namnsatt tätort i  Gävle kommun. Den består av bebyggelsen i Utvalnäs, Tångberget  och  Harkskär.

## Befolkningsutveckling
| Befolkningsutvecklingen i Harkskär och Utvalnäs 2015–2020                                   | Befolkningsutvecklingen i Harkskär och Utvalnäs 2015–2020 | Befolkningsutvecklingen i Harkskär och Utvalnäs 2015–2020 | Befolkningsutvecklingen i Harkskär och Utvalnäs 2015–2020 | Befolkningsutvecklingen i Harkskär och Utvalnäs 2015–2020 |
| ------------------------------------------------------------------------------------------- | --------------------------------------------------------- | --------------------------------------------------------- | --------------------------------------------------------- | --------------------------------------------------------- |
|                                                                                             |                                                           |                                                           |                                                           |                                                           |
| År                                                                                          |                                                           |                                                           | Folkmängd                                                 | Areal (ha)                                                |
| 2015                                                                                        | 2015                                                      |                                                           | 411                                                       | 146                                                       |
| 2020                                                                                        | 2020                                                      |                                                           | 461                                                       | 147                                                       |
| Anm.: Ny tätort 2015, och utgjorde innan dess småorterna Utvalnäs, Tångberget och Harkskär. |                                                           |                                                           |                                                           |                                                           |